# سير غرين (باكينجهامشير)
سير غرين (بالإنجليزية: Seer Green)‏ هي قرية وأبرشية مدنية تقع في المملكة المتحدة في إنجلترا. يقدر عدد سكانها بـ 2,311 نسمة .